# お年玉スペシャル 笑う正月!ハッスルかましてよかですか!?
お年玉スペシャル 笑う正月!ハッスルかましてよかですか!?は、1994年1月1日にフジテレビで放送された正月特番である。放送時間は12:00 - 14:55。MCはダウンタウン。

## 概要
人気コメディアンが女優を加えた4チームに分かれ、様々なゲームで競う生放送番組。

## 放送時間
- 土曜12:00 - 14:55（JST）

正月バラエティ番組枠『さんま・鶴瓶の初詣!爆笑生ムギ生ギャグ生放送』の第2部として放送された（8:30 - 12:00の第1部は『初詣!爆笑ヒットパレード』）。

## 出演者

### MC
- ダウンタウン（浜田雅功・松本人志）
- 内田有紀
- 中井美穂（当時：フジテレビアナウンサー）

内田は主演ドラマ『ボクたちのドラマシリーズ 時をかける少女』の宣伝を兼ねて出演。

### 出場者
出場チームは当時のJリーグチームをもじっている。

#### ダチョウキイテナイテッド
チーム名は「ジェフユナイテッド市原」のもじり、これにダチョウ倶楽部のギャグ「聞いてないよォ!!」を合わせている。
- ダチョウ倶楽部（上島竜兵・肥後克広・寺門ジモン）
- 神田利則
- Ribbon（永作博美、松野有里巳、佐藤愛子）
- 極楽とんぼ（加藤浩次・山本圭壱）

#### ホンジャルディ小手先
チーム名は「ヴェルディ川崎」（現：東京ヴェルディ1969）のもじり、これにホンジャマカ・バカルディを合わせている。
- ホンジャマカ（恵俊彰・石塚英彦）
- バカルディ（現：さまぁ〜ず）（三村勝和（現：三村マサカズ）、大竹一樹）
- ピンクの電話（清水美子（現：清水よし子）・竹内都子）
- 沖本美智代
- フォークダンスDE成子坂（桶田敬太郎・村田渚）

#### ジミーズエスパルス
チーム名は「清水エスパルス」のもじり。「ジミー」はジミー大西からだが、同時に「地味」も意味。
- ジミー大西
- 今田耕司
- ナインティナイン（岡村隆史・矢部浩之）
- よゐこ（濱口優・有野晋哉）
- 本田みずほ
- 光浦靖子（オアシズ）
- 島田珠代

#### チンデビッチェK2
チーム名は「サンフレッチェ広島」のもじり。
- B21スペシャル（デビット伊東・ミスターちん） - ヒロミは参加せず。
- 磯野貴理子
- K2（勝俣州和・堀部圭亮）
- フローレンス（現：ネプチューン）（原田泰造・堀内健）
- 篠原涼子
- 中村ゆう子

### スペシャルゲスト
- 西田ひかる
- 藤波辰爾
- 藤原喜明
- 蝶野正洋
- 獣神サンダー・ライガー
- 佐々木健介
- 橋本真也
- トランプマン
- 増田明美
- 内村光良（ウッチャンナンチャン、サプライズゲスト[1]）

## ゲーム
- 頭突きボウリング
- 靴下リーグ選手権
- とまってガッポリ とんでガッカリ
- 鼻フック